# 雲山水
雲山水位於花蓮縣壽豐鄉，距花蓮市約半小時車程。又名夢幻湖，占地面積約24公頃，其中有4公頃為湖面面積，種植約26種棕櫚科植物及闊葉林、季節性開花植物以及草地。許多電視廣告及連續劇都曾在此拍攝。包括黑松汽水的廣告、以及連續劇翻糖花園。